# Шарлот Салваї
Шарлот Салваї (фр. Charlot Salwai) — політичний діяч держави Вануату, прем'єр-міністр Вануату з 11 лютого 2016 до 20 квітня 2020 року.

## Життєпис
Народився на острові Пентекост 24 квітня 1963 року, представник франкомовної меншості.
1991 року прийшов у політику як секретар прем'єр-міністра Карлота Кормана. З 2002 — депутат парламенту Вануату від о. Пентекост. Був міністром торгівлі та індустрії в 2004—2005 роках. У 2014—2015 роках — міністр внутрішніх справ.
11 лютого 2016 парламент Вануату обрав його прем'єр-міністром Вануату. У 2002—2012 роках належав до блоку Союз  поміркованих партій, з 2012 — до партії Намангі Ауте.